# 钱国勋
钱国勋（1909年—？），字拂士，安徽桐城人，中华民国军事将领、空军中将。

## 生平
毕业于黄埔军校六期步科毕业，后中央航空学校第一期毕业，曾开飞机参加中央苏区第五次围剿战争，协助国军占领江西广昌。后历任空军军官学校教官、空军大队长，1934年，参加四马拒孙之役中向孙殿英部轰炸。之后担任笕桥航校教官，1937年8月14日参加笕桥空战并负伤；1945年，任空军第十四地区司令部留守处上校主任，1947年，任空军第一军区第四处上校处长，后任空军总部作战处副处长。1949年去台湾，1956年任马祖守备区少将副指挥官。1958年12月，任空军总司令部少将副参谋长。1963年，调任空军总司令部作战计划委员会主任，同年晋空军中将。